# Манастири Епархије захумско-херцеговачке и приморске
Манастири Епархије захумско-херцеговачке и приморске су сакралних објеката у саставу Српске православне цркве у Босни и Херцеговини на простору Требиња и Мостара.

## Историјат
Под називима Захумље, Хумска земља и Хум су се у одређеном периоду подразумијевали територија и државноправни идентитет данашње Херцеговине. Назив Захумље се почео губити још у 12. и током 13. вијека, а нестанак термина Хумска земља с историјске позорнице везан је за другу половину 15. вијека кад почиње да га потискује ново име за територије које су улазиле у састав области херцега Стефана Вукчића Косаче — Херцеговина.
Срби су по досељењу на просторе Травуније, Захумља и Неретве примали хришћанство од 7. до 9. вијека и коначно сви крштени јеванђеоским радом Светих словенских седмочисленика Ћирила и Методија и њихових ученика Климента, Наума, Ангеларија, Саве и Горазда. До Светог Саве припадали су постојећим епископијама у Приморју, Зети и Рашкој. Када је Српска архиепископија постала аутокефална (1219) исте године је Свети Сава, први архиепископ свих српских и приморских земаља, основао Епископију хумску са сједиштем у Богородичином манастиру у Стону и Зетску епархију са сједиштем на Превлаци у Боки которској.
У наведним условима у периоду од 4. века словенски народ гради прве цркве а на некима од њих почев од 13. века па надаље и прве манастире. 

## Списак манастира
| Назив манастира        | Слика | Опис |
| ---------------------- | ----- | --- |
| Херцеговачка Грачаница |       | Назив Грачаница добио је по томе што Манастирска црква представља верну копију цркве манастира Грачанице са Косова и Метохије, задужбине краља Милутина (1282—1321). Саграђена је 2000. године на брду Црквина изнад Требиња, са жељом да изврши тестамент српског песника Јована Дучића, родом из Требиња. Његови посмртни остаци пренети су из Сједињених Америчких Држава и сахрањени у крипти манастирске цркве. Мотиви који украшавају њен под, преузети су из тзв. Призренског патоса који је красио под задужбине Душана Силног (краљ 1331—1346, цар 1346—1355), Светих Архангела код Призрена. Спомен комплекс (манастирску порту) чине црква Пресвете Богородице са звоником, владичански двор, библиотека, амфитеатар, галерија, салон за банкете, чесма и летња башта. |
| Тврдош                 |       | Подигнут је на темељима црквице која датира из 4. века, из периода када су Срби као народ примили хришћанство насељавајући просторе Херцеговине, на кршевитом узвишењу поред пута који из Требиња води у Љубиње. Темељи те цркве могу се видети у манастиру, јер је део пода манастирске цркве прекривен стаклом тако да се кроз те „прозоре“ могу виде темељи прастаре цркве. Данашњи манастир подигнут је око 1509, а 1517. украсио га је фреско-сликама дубровачки живописац Вице Ловров. У другој половини 16. и 17. вијеку живјели су у Тврдошу херцеговачки митрополити. Одатле потиче име Требињској епархији. У сукобу са Турцима манастир је разорила Млечани 1694. године. Првих година 18. века било је неколико покушаја да се обнови разорени манастир. У том настојању истакли су се митрополит Нектарије и игуман Исаије. |
| Петропавлов            |       | Садашња манастирска црква која је подигнута почетком 20. вијека изграђена је на темељима старијег храма за који се претпоставља да потиче из времена цара Јустинијана у 6. вијеку. Археолошка истраживања су открила остатке грађевина из периода најранијег хришћанства. Предање каже да су се на садашњем месту манастира налазили храмови посвећени Апостолима Петру и Павлу. |
| Завала                 |       | Налази се у непосредној близини Поповог Поља. Црква се наслања на природну пећину, и њен изгед и архитектура условљени су овим положајем. Црква је посвећена ваведењу Пресвете Богородице. У овом манастиру један од искушеник био је и Свети Василије Острошки. Унутрашњост цркве је живописана фрескама, које су рад познатог хиландарског монаха Георгија Митрофановића, великог српског зографа 17. века. |
| Дужи                   |       | Манастир Дужи је у 16. и 17. вијеку био метох манастира Тврдош. Након што је 1694. године манастир Тврдош разорен, монаси вођени митрополитом херцеговачким Саватијем Љубибратићем прешли су у манастир Дужи и обнављили га. Једно време у манастиру је било седиште митрополита херцеговачког све до укидања Пећке патријаршије 1776. године. Манастирска црква је једнобродна грађевина са полукружним олтаром. У њој се чувају рукописане црквене књиге из периода од 17. до 19. века које су донели руски калуђери из Кијева и Москве. У манастиру се чува и честица Часног крста, а један од приложника манастира био је и гроф Сава Владисављевић. Манастир Дужи је више пута пљачкан и пустошен. Највише је био на удару у другој половини 19. века. У периоду између Првог и Другог светског рата, у манастиру су боравили руски монаси који су избегли из Русије након револуције. Руски монаси су убијени средином 1941. године. Манастир је у периоду рата у Хрватској (1992-1995) гранатиран од стране хрватске војске из правца Дубровника, али није страдао. |
| Добрићево              |       | Манастир који је име је добио по Добрићеву, највероватније датира из 13. века. Према легенди, саградили су га цар Константин и царица Јелена по повратку из Рима, који су привремено боравећи на овом месту закључила да би у Добрићеву требало саградити цркву и манстир. Црква је сазидана у облику крста у византијском стилу, а посвећена је Ваведењу Пресвете Богородице. Од свог постојања манастир је три пута паљен. Први пут 1694. године, други пут за време Првог светског рата, и трећи пут у Другом светском рату. Манастирска порта, са свим објектима у њеној околини није на старом месту на коме је првомитно вековима лоцирана. Пре измештања манастир се налазио на узвишици на десној обали реке Требишњице, на херцеговачко-црногорској граници. Наиме након изградње ХЕ Требишњица, због опасности да се манастир нађе под водом, 1959. године Земаљски завод за заштиту споменика културе Босне и Херцеговине основао је комисију, која је предложила да се у циљу спашавања манастир Добрићево изместити на другу локацију. Ново Добрићево је тако настало на десетак километара од Билеће, и око двадесетак километара од Требиња. |
| Житомислић             |       | Смештен је у селу Житомислићи код Мостара, у Херцеговини. Обновљен је 1563. године, за ктитора је имао чувену властелинску породице Милорадовић. У историјским списима 1583. и 1599. године помиње се први игуман Житомислића Јоаван и Милисав Вукашинов из села Црнићи. Из године 1602/1603. постоји сачуван запис мајстора Вукашина из манастира Ораховице, уклесан на капителу јужног стуба Житомислићке цркве. Године 1609. довршен је живопис Житомислићког храма по поруџбини игумана Саве, трудом и трошком јеромонаха Максима. Монаси манастира Житомислића у 17. веку постају и хиландарски игумани. Братство манастира је вековима јако и утицало је на живот Срба у тим крајевима са којим је делио судбину српског народа у долини Неретве. У манастиру је 1848. године отворена прва богословска школа у Босни и Херцеговини. Основали су је тадашњи архимандрит Серафим Перовић и Нићифор Дучић. Касније је отворена и школа за описмењавање српске деце, која је постојала све до 1971. У манастиру се налазила и вредна збирка икона из периода од 16. до 19. века. као и значајан број књига и других црквених драгоцености. У јуну 1941. године усташе су побиле цело братство манастира Житомислића и бациле у Видоњску јаму, на десној обали Неретве. Манастир је опустео. Крајем 1941. године манастирске конаке су запалили усташе и Немци, пошто су претходно опљачкали ризницу, архиву и библиотеку. Манастирска црква је сачувана. Манастир је поново девастиран од паравојне формације Хрватских одбрамбених снага (ХОС) под вођством Блажа Краљевића, коју су половином јуна 1992. године, манастир спалили и срушили. Сестринство са игуманијом Евпраксијом и духовником игуманом Јованом (Недићем) избегло је из манастира неколико седмица пре хрватске агресије. Уточиште су нашли у манастиру Докмир крај Уба. |